# メリアン・C・クーパー
メリアン・C・クーパー（Merian C. Cooper、1893年10月24日 - 1973年4月21日）は、アメリカ合衆国の映画監督、映画プロデューサー、軍人である。

## 経歴
1893年10月24日、フロリダ州ジャクソンヴィルに生まれる。軍人として、第一次世界大戦やポーランド・ソビエト戦争、第二次世界大戦に参加した。
1933年、アーネスト・B・シュードサックと組んで『キングコング』を監督する。同年、ミュージカル映画『空中レヴュー時代』を製作する。1947年、ジョン・フォードと共にアーゴシー・ピクチャーズを設立。同社ではフォードの監督映画を数多く製作した。
1973年4月21日、カリフォルニア州コロナドにて死去。

## フィルモグラフィー

### 映画
- 地上 Grass: A Nation's Battle for Life （1925年） - 監督
- チャング Chang （1927年） - 監督・脚本・製作
- 四枚の羽根 The Four Feathers （1929年） - 監督・撮影
- 満蒙龍騎隊 Roar of the Dragon （1932年） - 原作
- キング・コング King Kong （1933年） - 監督・製作
- 空軍の覇者 Ace of Aces （1933年） - 製作
- 空中レヴュー時代 Flying Down to Rio （1933年） - 製作
- コングの復讐 The Son of Kong （1933年） - 製作
- 空飛ぶ悪魔 Flying Devils （1933年） - 製作
- 洞窟の女王 She （1935年） - 製作
- ポンペイ最後の日 The Last Days of Pompeii （1935年） - 製作
- 踊る海賊 Dancing Pirate （1936年） - 製作
- 逃亡者 The Fugitive （1947年） - 製作
- アパッチ砦 Fort Apache （1948年） - 製作
- 三人の名付親 3 Godfathers （1948年） - 製作
- 猿人ジョー・ヤング Mighty Joe Young （1949年） - 製作
- 黄色いリボン She Wore a Yellow Ribbon （1949年） - 製作
- 幌馬車 Wagon Master （1950年） - 製作
- リオ・グランデの砦 Rio Grande （1950年） - 製作
- 静かなる男 The Quiet Man （1952年） - 製作
- これがシネラマだ This Is Cinerama （1952年） - 製作
- 太陽は光り輝く The Sun Shines Bright （1953年） - 製作
- 捜索者 The Searchers （1956年） - 製作
- マイティ・ジョー Mighty Joe Young （1998年） - 原案
- キング・コング King Kong （2005年） - 原案

## 受賞
- 1953年 - 第25回アカデミー賞 - 名誉賞[8]

## 関連文献
- Vaz, Mark Cotta (2005). Living Dangerously: The Adventures of Merian C. Cooper, Creator of King Kong. Villard. ISBN 9781400062768